# پل قلاتاسیان
پل قلاتاسیان مربوط به دوره قاجار است و در شهرستان سردشت، روستای نبی آباد، روی رودخانه واقع شده و این اثر در تاریخ ۲۰ آذر ۱۳۷۹ با شمارهٔ ثبت ۲۹۲۲ به‌عنوان یکی از آثار ملی ایران به ثبت رسیده‌است. این پل بر سر راه قدیمی میرآباد به مهاباد در قسمت شمالی رودخانهٔ زاب کوچک ساخته شده‌است. نام این پل از قلعه‌ای به نام تاسیان گرفته شده‌است.